# Casa di Michelangelo al Gianicolo

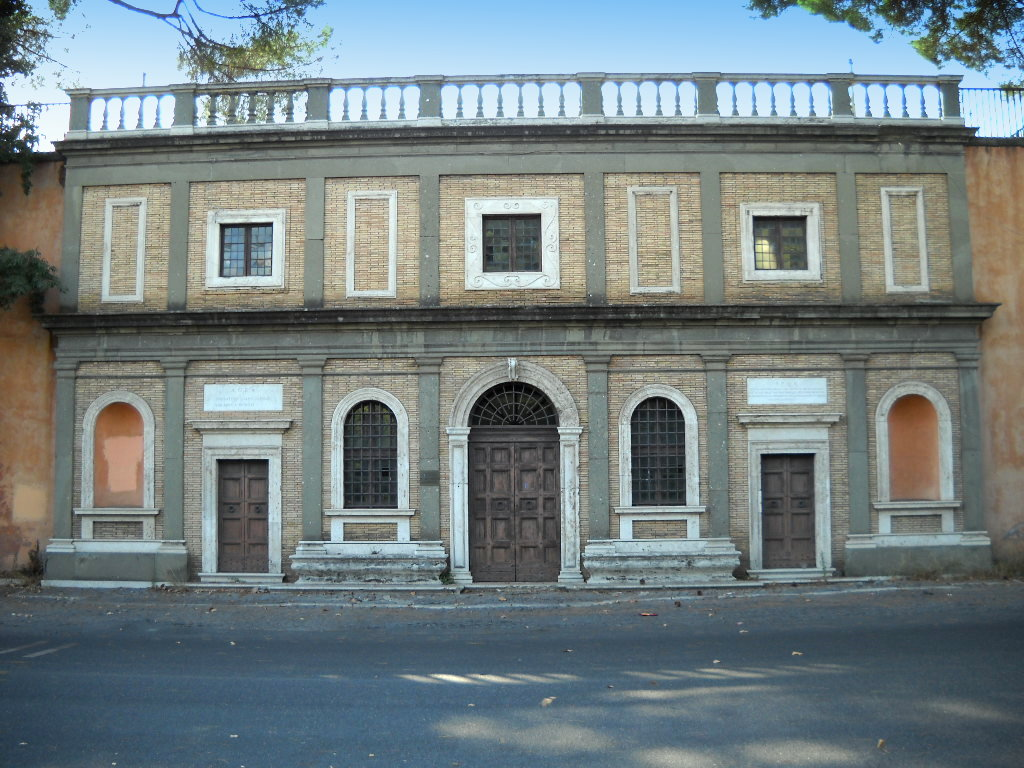
Vista da fachada

Casa di Michelangelo é o nome dado a uma fachada de uma antiga residência localizada na Passeggiatta del Gianicolo do monte Janículo, no rione Trastevere de Roma.

## História
A grande avenida que liga hoje a Porta de São Pancrácio com a Piazzale del Gianicolo e ao Monumento a Giuseppe Garibaldi atualmente está adornada pela fachada de um edifício renascentista (que esconde um reservatório de água) que pertencia a uma casa que ficava localizada perto da basílica de Santa Maria in Aracoeli, no Capitólio, onde acredita-se que Michelângelo tenha vivido por uns poucos anos — a casa na qual ele passou trinta anos de sua vida e finalmente morreu ficava localizada na Via Macel de' Corvi, perto da igreja de Santa Maria di Loreto, também perto do Capitólio. O grande artista escolheu viver longe da corte papal (que ficava no Palazzo Quirinale) para conseguir maior privacidade. Durante a construção do Vittoriano, o edifício foi demolido e reconstruído, em 1874, na Via delle Tre Pile, uma rua que leva até a Piazza del Campidoglio, por Domenico Jannetti. Em 1941 surgiu a necessidade de alargar essa via, o que resultou na mudança da fachada para o seu local atual, em frente ao Monumento a Ciceruacchio, uma obra comandada por Adolfo Pernier. Na época o edifício era propriedade da família Pellegrini, que o vendeu à Comuna de Roma.
Originalmente a casa contava com dois quartos, uma oficina no piso térreo, uma sala de jantar e uma cozinha.